# 루키우스 코르넬리우스 킨나
루키우스 코르넬리우스 킨나(라틴어: Lucius Cornelius Cinna, 기원전 84년 죽음)는 로마 공화정의 정치가이자 군인으로 기원전 87년부터 84년까지 네 번에 걸쳐 연속으로 집정관직을 맡았다. 가이우스 마리우스와 술라가 경쟁하던 시기에 마리우스 편에 가담했다.
옥타비우스와 함께 집정관으로 선출되었던 기원전 87년에는 술라가 폰투스의 미트라다테스 6세와 전쟁을 벌이기 위해 동방으로 떠나면서 특별히 킨나에게 자신에게 반기를 들지 않을 것을 맹세하게 했다. 그러나 술라가 떠난 후 킨나는 맹세를 깨고 마리우스 편에 가담하여 군대를 조직하고 마리우스를 로마로 복귀하게 한 후 술라파에 대한 대대적인 숙청을 감행하였다. 기원전 86년 마리우스가 죽은 뒤 풀라쿠스와 공동으로 집정관직을 맡았고 기원전 84년까지 계속 집정관직에 있었다.
기원전 84년 술라를 정벌하기 위해 군대를 일으키고 일리리아로 떠났다가 폭동이 일어나 죽었으며 그의 딸 코르넬리아는 율리우스 카이사르와 결혼했으나 딸을 낳고 곧 죽었다.